# ФК Сомбатхељ
ФК Халадаш Сомбатхељ или скраћено Халадаш (мађ. Szombathelyi Haladás) је фудбалски клуб из Сомбатхеља, Мађарска. Утакмице играју на домаћем вишенаменском стадиону Рохонци ут. 

## Историја клуба
Клуб је основан 1919. године, али је тек у сезони 1936/37 доспео у прву мађарску лигу. Од тог времена екипа је још десет пута улазила и испадала из прве мађарске лиге: 1941, 1942, 1960, 1972, 1979, 1990, 1992, 1994, 2000 и 2002. Највећи успех тим је остварио у сезони 1976/77 када је завршио на петој позицији првенства у коме је учествовало осамнаест тимова.
У сезони 2002. носио је име ФК Ломбард Халадаш (Lombard FC-Haladás). У друголигашкој сезони 2006/07. клуб није успео да се пласира и прву лигу због одузетих 11 бодова. Ти бодови су одузети због коришћења неправилно пријављених играча.

## Успеси
Халадаш још ниједном није био победник мађарског купа, али је три пута био у финалу и сва три пута тесно изгубио:
- 1974/75. 3. мај ФК Ујпешт Дожа – Халадаш 3 : 2 (0:1)
- 1992/93. 3. јун Халадаш – ФК Ференцварош 1 : 1 (1 : 0)
- 1992/93. 24. јун ФК Ференцварош – Халадаш 1 : 1 (1 : 0, 1 : 1, 1 : 1) пенали 5 : 3
- 2001/02. 1. мај ФК Ујпешт – Халадаш 2:1 (1 : 0, 1 : 1, 1 :1 )